# بن هسن
بن هسن (به انگلیسی: Ben Hesen) (زادهٔ ۱۵ فوریهٔ ۱۹۸۶) شناگر اهل ایالات متحده آمریکا است.